# Stąd do wieczności (film)
Stąd do wieczności (ang. From Here to Eternity) – film produkcji amerykańskiej w reżyserii Freda Zinnemanna z roku 1953 będący adaptacją powieści Jamesa Jonesa o tym samym tytule. Obraz został nagrodzony 8 Oscarami, w tym statuetką dla najlepszego filmu (1953).

## Fabuła
Rok 1941. Do bazy Schofield na Hawajach trafia szeregowiec Robert Prewitt, były bokser. Przełożony, kapitan Holmes, nakłania go, by reprezentował kompanię w finale zawodów pięściarskich. Skutecznie też uprzykrza mu życie. Prewitta wspierają jego dziewczyna Lorene, która pracuje w miejscowym domu schadzek, przyjaciel szeregowiec Angelo Maggio oraz sierżant Warden, romansujący z żoną kapitana Holmesa.

## Obsada
- Burt Lancaster – sierżant Milton Warden
- Montgomery Clift – szeregowiec Robert E. Lee Prewitt
- Deborah Kerr – Karen Holmes
- Donna Reed – Alma „Lorene” Burke
- Frank Sinatra – szeregowiec Angelo Maggio
- Philip Ober – kapitan Dana Holmes
- Mickey Shaughnessy – sierżant Leva
- Harry Bellaver – szeregowiec Mazzioli
- Ernest Borgnine – sierżant James R. „Fatso” Judson
- Jack Warden – kapral Buckley
- John Dennis – sierżant Ike Galovitch
- Merle Travis – Sal Anderson
- Tim Ryan – sierżant Pete Karelsen
- Arthur Keegan – Treadwell
- Barbara Morrison – pani Kipfer
- George Reeves – sierżant Maylon Stark
- Claude Akins – sierżant 'Baldy' Dhom
- Alvin Sargent – Nair
- Joseph Sargent – żołnierz
- Robert J. Wilke – sierżant Henderson
- Carleton Young – pułkownik Ayres